# Revealův systém
Revealův systém klasifikace rostlin vypracoval botanik James Lauritz Reveal (1941- ), emeritní profesor v Norton Brown Herbarium, v Marylandu.
Poslední aktualizace systému proběhla v roce 1999. Autor se později zapojil do Angiosperm Phylogeny Group a spolupracoval na vzniku systému APG II.
Zde jsou poznámky (z roku 1999) (obsahují i taxonomická a nomenklatorická synonyma): 1, 2, 3
4, 4, 6 7, 8, 9 10.
Podle těchto poznámek jsou hlavními skupinami:
- oddělení Magnoliophyta
třída Magnoliopsida
podtřída Magnoliidae
třída Piperopsida
podtřída Piperidae
podtřída Nymphaeidae
podtřída Nelumbonidae
třída Liliopsida [= monocots]
podtřída Triurididae
podtřída Aridae
podtřída Liliidae
podtřída Arecidae
podtřída Commelinidae
podtřída Zingiberidae
třída Ranunculopsida
podtřída Ranunculidae
třída Rosopsida
podtřída Caryophyllidae
podtřída Hamamelididae
podtřída Dilleniidae
podtřída Rosidae
podtřída Cornidae
podtřída Lamiidae
podtřída Asteridae

v detailu:
- oddělení 6. Magnoliophyta
třída 1. Magnoliopsida
podtřída 1. Magnoliidae
nadřád 1. Magnolianae
řád 1. Winterales
čeleď 1. Winteraceae
řád 2. Canellales
čeleď 1. Canellaceae
řád 3. Illiciales
čeleď 1. Illiciaceae
čeleď 2. Schisandraceae
řád 4. Magnoliales
čeleď 1. Degeneriaceae
čeleď 2. Himantandraceae
čeleď 3. Magnoliaceae
řád 5. Eupomatiales
čeleď 1. Eupomatiaceae
řád 6. Annonales
čeleď 1. Annonaceae
řád 7. Myristicales
čeleď 1. Myristicaceae
řád 8. Austrobaileyales
čeleď 1. Austrobaileyaceae
nadřád 2. Lauranae
řád 1. Laurales
čeleď 1. Amborellaceae
čeleď 2. Trimeniaceae
čeleď 3. Monimiaceae
čeleď 4. Gomortegaceae
čeleď 5. Hernandiaceae
čeleď 6. Lauraceae
řád 2. Calycanthales
čeleď 1. Calycanthaceae
čeleď 2. Idiospermaceae
řád 3. Chloranthales
čeleď 1. Chloranthaceae
třída 2. Piperopsida
podtřída 1. Piperidae
nadřád 1. Piperanae
řád 1. Piperales
čeleď 1. Saururaceae
čeleď 2. Piperaceae
nadřád 2. Lactoridanae
řád 1. Lactoridales
čeleď 1. Lactoridaceae
řád 2. Aristolochiales
čeleď 1. Aristolochiaceae
nadřád 3. Rafflesianae
řád 1. Hydnorales
čeleď 1. Hydnoraceae
řád 2. Rafflesiales
čeleď 1. Apodanthaceae
čeleď 2. Mitrastemonaceae
čeleď 3. Rafflesiaceae
čeleď 4. Cytinaceae
nadřád 4. Balanophoranae
řád 1. Cynomoriales
čeleď 1. Cynomoriaceae
řád 2. Balanophorales
čeleď 1. Mystropetalaceae
čeleď 2. Dactylanthaceae
čeleď 3. Lophophytaceae
čeleď 4. Sarcophytaceae
čeleď 5. Scybaliaceae
čeleď 6. Heloseaceae
čeleď 7. Langsdorffiaceae
čeleď 8. Balanophoraceae
podtřída 2. Nymphaeidae
nadřád 1. Nymphaeanae
řád 1. Nymphaeales
čeleď 1. Nymphaeaceae
čeleď 2. Barclayaceae
podtřída 3. Nelumbonidae
nadřád 1. Nelumbonanae
řád 1. Nelumbonales
čeleď 1. Nelumbonaceae
řád 2. Hydropeltidales
čeleď 1. Hydropeltidaceae
čeleď 2. Cabombaceae
nadřád 2. Ceratophyllanae
řád 1. Ceratophyllales
čeleď 1. Ceratophyllaceae
třída 3. Liliopsida
podtřída 1. Alismatidae
nadřád 1. Butomanae
řád 1. Butomales
čeleď 1. Butomaceae
nadřád 2. Alismatanae
řád 1. Alismatales
čeleď 1. Limnocharitaceae
čeleď 2. Alismataceae
řád 2. Hydrocharitales
čeleď 1. Hydrocharitaceae
řád 3. Aponogetonales
čeleď 1. Aponogetonaceae
řád 4. Najadales
čeleď 1. Najadaceae
řád 5. Juncaginales
čeleď 1. Scheuchzeriaceae
čeleď 2. Juncaginaceae
řád 6. Potamogetonales
čeleď 1. Potamogetonaceae
čeleď 2. Ruppiaceae
čeleď 3. Zannichelliaceae
čeleď 4. Zosteraceae
čeleď 5. Posidoniaceae
čeleď 6. Cymodoceaceae
podtřída 2. Triurididae
nadřád 1. Triuridanae
řád 1. Triuridales
čeleď 1. Triuridaceae
podtřída 3. Aridae
nadřád 1. Acoranae
řád 1. Acorales
čeleď 1. Acoraceae
nadřád 2. Aranae
řád 1. Arales
čeleď 1. Araceae
nadřád 3. Cyclanthanae
řád 1. Cyclanthales
čeleď 1. Cyclanthaceae
nadřád 4. Pandananae
řád 1. Pandanales
čeleď 1. Pandanaceae
podtřída 4. Liliidae
řád 1. Lilianae
řád 1. Tofieldiales
čeleď 1. Tofieldiaceae
řád 2. Dioscoreales
čeleď 1. Trichopodaceae
čeleď 2. Stenomeridaceae
čeleď 3. Avetraceae
čeleď 4. Dioscoreaceae
čeleď 5. Stemonaceae
čeleď 6. Croomiaceae
čeleď 7. Pentastemonaceae
čeleď 8. Taccaceae
řád 3. Smilacales
čeleď 1. Rhipogonaceae
čeleď 2. Smilacaceae
čeleď 3. Petermanniaceae
řád 4. Nartheciales
čeleď 1. Nartheciaceae
řád 5. Petrosaviales
čeleď 1. Petrosaviaceae
řád 6. Melanthiales
čeleď 1. Chionographidaceae
čeleď 2. Heloniadaceae
čeleď 3. Xerophyllaceae
čeleď 4. Melanthiaceae
čeleď 5. Japonoliriaceae
čeleď 6. Campynemataceae
řád 7. Trilliales
čeleď 1. Trilliaceae
řád 8. Alstroemeriales
čeleď 1. Alstroemeriaceae
řád 9. Colchicales
čeleď 1. Burchardiaceae
čeleď 2. Colchicaceae
čeleď 3. Tricyrtidaceae
čeleď 4. Uvulariaceae
čeleď 5. Scoliopaceae
čeleď 6. Calochortaceae
řád 10. Liliales
čeleď 1. Liliaceae
čeleď 2. Medeolaceae
řád 11. Hypoxidales
čeleď 1. Hypoxidaceae
řád 12. Orchidales
čeleď 1. Orchidaceae
řád 13. Tecophilaeales
čeleď 1. Lanariaceae
čeleď 2. Ixioliriaceae
čeleď 3. Walleriaceae
čeleď 4. Tecophilaeaceae
čeleď 5. Cyanastraceae
čeleď 6. Eriospermaceae
řád 14. Iridales
čeleď 1. Iridaceae
řád 15. Burmanniales
čeleď 1. Burmanniaceae
čeleď 2. Corsiaceae
řád 16. Amaryllidales
čeleď 1. Hyacinthaceae
čeleď 2. Themidaceae
čeleď 3. Alliaceae
čeleď 4. Hesperocallidaceae
čeleď 5. Amaryllidaceae
řád 17. Asparagales
čeleď 2. Convallariaceae
čeleď 3. Ophiopogonaceae
čeleď 4. Asparagaceae
řád 18. Asteliales
čeleď 1. Dracaenaceae
čeleď 2. Ruscaceae
čeleď 3. Nolinaceae
čeleď 4. Asteliaceae
čeleď 6. Geitonoplesiaceae
čeleď 7. Luzuriagaceae
čeleď 8. Philesiaceae
řád 19. Hanguanales
čeleď 1. Hanguanaceae
řád 20. Agavales
čeleď 1. Dasypogonaceae
čeleď 2. Calectasiaceae
čeleď 3. Hemerocallidaceae
čeleď 4. Blandfordiaceae
čeleď 5. Xanthorrhoeaceae
čeleď 6. Agavaceae
čeleď 7. Anthericaceae
čeleď 8. Laxmanniaceae
čeleď 9. Herreriaceae
čeleď 10. Phormiaceae
čeleď 11. Johnsoniaceae
čeleď 12. Doryanthaceae
čeleď 13. Asphodelaceae
čeleď 14. Aloaceae
čeleď 15. Aphyllanthaceae
čeleď 16. Hostaceae
podtřída 5. Arecidae
nadřád 1. Arecanae
řád 1. Arecales
čeleď 1. Arecaceae
podtřída 6. Commelinidae
nadřád 1. Bromelianae
řád 1. Bromeliales
čeleď 1. Bromeliaceae
řád 2. Velloziales
čeleď 1. Velloziaceae
nadřád 2. Pontederianae
řád 1. Haemodorales
čeleď 1. Haemodoraceae
řád 2. Philydrales
čeleď 1. Philydraceae
řád 3. Pontederiales
čeleď 1. Pontederiaceae
nadřád 3. Commelinanae
řád 1. Xyridales
čeleď 1. Rapateaceae
čeleď 2. Xyridaceae
čeleď 3. Mayacaceae
řád 2. Commelinales
čeleď 1. Commelinaceae
řád 3. Eriocaulales
čeleď 1. Eriocaulaceae
nadřád 4. Hydatellanae
řád 1. Hydatellales
čeleď 1. Hydatellaceae
nadřád 5. Typhanae
řád 1. Typhales
čeleď 1. Typhaceae
čeleď 2. Sparganiaceae
nadřád 6. Juncanae
řád 1. Juncales
čeleď 1. Juncaceae
čeleď 2. Thurniaceae
řád 2. Cyperales
čeleď 1. Cyperaceae
řád 3. Flagellariales
řád 4. Restionales
čeleď 1. Flagellariaceae
čeleď 2. Joinvilleaceae
čeleď 3. Restionaceae
čeleď 4. Anarthriaceae
čeleď 5. Ecdeiocoleaceae
čeleď 6. Centrolepidaceae
řád 5. Poales
čeleď 1. Poaceae
podtřída 7. Zingiberidae
nadřád 1. Zingiberanae
řád 1. Zingiberales
čeleď 1. Strelitziaceae
čeleď 2. Heliconiaceae
čeleď 3. Musaceae
čeleď 4. Lowiaceae
čeleď 5. Zingiberaceae
čeleď 6. Costaceae
čeleď 7. Cannaceae
čeleď 8. Marantaceae
třída 4. Ranunculopsida
podtřída 1. Ranunculidae
nadřád 1. Ranunculanae
řád 1. Lardizabalales
čeleď 1. Lardizabalaceae
čeleď 2. Sargentodoxaceae
čeleď 3. Decaisneaceae
řád 2. Menispermales
čeleď 1. Menispermaceae
řád 3. Berberidales
čeleď 1. Nandinaceae
čeleď 2. Berberidaceae
čeleď 3. Ranzaniaceae
čeleď 4. Podophyllaceae
čeleď 5. Leonticaceae
řád 4. Ranunculales
čeleď 1. Hydrastidaceae
čeleď 2. Ranunculaceae
řád 5. Circaeasterales
čeleď 1. Kingdoniaceae
čeleď 2. Circaeasteraceae
řád 6. Glaucidiales
čeleď 1. Glaucidiaceae
řád 7. Paeoniales
čeleď 1. Paeoniaceae
řád 8. Papaverales
čeleď 1. Pteridophyllaceae
čeleď 2. Papaveraceae
třída 5. Rosopsida
podtřída 1. Caryophyllidae
nadřád 1. Caryophyllanae
řád 1. Caryophyllales
čeleď 1. Achatocarpaceae
čeleď 2. Portulacaceae
čeleď 3. Hectorellaceae
čeleď 4. Basellaceae
čeleď 5. Didiereaceae
čeleď 6. Cactaceae
čeleď 7. Stegnospermataceae
čeleď 8. Phytolaccaceae
čeleď 9. Petiveriaceae
čeleď 10. Gisekiaceae
čeleď 11. Agdestidaceae
čeleď 12. Barbeuiaceae
čeleď 13. Nyctaginaceae
čeleď 14. Sarcobataceae
čeleď 15. Aizoaceae
čeleď 16. Sesuviaceae
čeleď 17. Tetragoniaceae
čeleď 18. Halophytaceae
čeleď 19. Molluginaceae
čeleď 20. Chenopodiaceae
čeleď 21. Amaranthaceae
čeleď 22. Caryophyllaceae
nadřád 2. Polygonanae
řád 1. Polygonales
čeleď 1. Polygonaceae
nadřád 3. Plumbaginanae
řád 1. Plumbaginales
čeleď 1. Plumbaginaceae
podtřída 2. Hamamelididae
nadřád 1. Trochodendranae
řád 1. Trochodendrales
čeleď 1. Trochodendraceae
čeleď 2. Tetracentraceae
řád 2. Eupteleales
čeleď 1. Eupteleaceae
řád 3. Cercidiphyllales
čeleď 1. Cercidiphyllaceae
nadřád 2. Myrothamnanae
řád 1. Myrothamnales
čeleď 1. Myrothamnaceae
nadřád 3. Hamamelidanae
řád 1. Hamamelidales
čeleď 1. Hamamelidaceae
čeleď 2. Altingiaceae
čeleď 3. Platanaceae
nadřád 4. Casuarinanae
řád 1. Casuarinales
čeleď 1. Casuarinaceae
nadřád 5. Daphniphyllanae
řád 1. Barbeyales
čeleď 1. Barbeyaceae 
řád 2. Daphniphyllales
čeleď 1. Daphniphyllaceae
řád 3. Balanopales
čeleď 1. Balanopaceae
řád 4. Didymelales
čeleď 1. Didymelaceae
řád 5. Buxales
čeleď 1. Buxaceae
řád 6. Simmondsiales
čeleď 1. Simmondsiaceae
nadřád 6. Juglandanae
řád 1. Fagales
čeleď 1. Nothofagaceae
čeleď 2. Fagaceae
řád 2. Corylales
čeleď 1. Betulaceae
čeleď 2. Corylaceae
čeleď 2. Stylocerataceae
čeleď 3. Ticodendraceae
řád 3. Myricales
čeleď 1. Myricaceae
řád 4. Rhoipteleales
čeleď 1. Rhoipteleaceae
řád 5. Juglandales
čeleď 1. Juglandaceae
podtřída 3. Dilleniidae
nadřád 1. Dillenianae
řád 1. Dilleniales
čeleď 1. Dilleniaceae
nadřád 2. Theanae
řád 1. Paracryphiales
čeleď 1. Paracryphiaceae
řád 2. Theales
čeleď 1. Stachyuraceae
čeleď 2. Theaceae
čeleď 3. Asteropeiaceae
čeleď 4. Pentaphylacaceae
čeleď 5. Tetrameristaceae
čeleď 6. Oncothecaceae
čeleď 7. Marcgraviaceae
čeleď 8. Caryocaraceae
čeleď 9. Pellicieraceae
čeleď 10. Clusiaceae
řád 3. Physenales
čeleď 1. Physenaceae
řád 4. Ochnales
čeleď 1. Medusagynaceae
čeleď 2. Strasburgeriaceae
čeleď 3. Scytopetalaceae
čeleď 4. Ochnaceae
čeleď 5. Quiinaceae
řád 5. Elatinales
čeleď 1. Elatinaceae
řád 6. Ancistrocladales
čeleď 1. Ancistrocladaceae
řád 7. Dioncophyllales
čeleď 1. Dioncophyllaceae
nadřád 3. Lecythidanae
řád 1. Lecythidales
čeleď 1. Lecythidaceae
čeleď 2. Asteranthaceae
čeleď 3. Napoleonaeaceae
čeleď 4. Foetidiaceae
nadřád 4. Sarracenianae
řád 1. Sarraceniales
čeleď 1. Sarraceniaceae
nadřád 5. Nepenthanae
řád 1. Nepenthales
čeleď 1. Nepenthaceae
řád 2. Droserales
čeleď 1. Droseraceae
nadřád 6. Ericanae
řád 1. Actinidiales
čeleď 1. Actinidiaceae
řád 2. Ericales
čeleď 1. Cyrillaceae
čeleď 2. Clethraceae
čeleď 3. Ericaceae
řád 3. Diapensiales
čeleď 1. Diapensiaceae
řád 4. Bruniales
čeleď 1. Bruniaceae
čeleď 2. Grubbiaceae
řád 5. Geissolomatales
čeleď 1. Geissolomataceae
řád 6. Fouquieriales
čeleď 1. Fouquieriaceae
nadřád 7. Primulanae
řád 1. Styracales
čeleď 1. Styracaceae
čeleď 2. Symplocaceae
čeleď 3. Ebenaceae
čeleď 4. Lissocarpaceae
čeleď 5. Sapotaceae
řád 2. Primulales
čeleď 1. Theophrastaceae
čeleď 2. Myrsinaceae
čeleď 3. Primulaceae
nadřád 8. Violanae
řád 1. Violales
čeleď 1. Berberidopsidaceae
čeleď 2. Aphloiaceae
čeleď 3. Bembiciaceae
čeleď 4. Flacourtiaceae
čeleď 5. Lacistemataceae
čeleď 6. Peridiscaceae
čeleď 7. Violaceae
čeleď 8. Dipentodontaceae
čeleď 9. Scyphostegiaceae
řád 2. Passiflorales
čeleď 1. Passifloraceae
čeleď 2. Turneriaceae
čeleď 3. Malesherbiaceae
čeleď 4. Achariaceae
řád 3. Caricales
čeleď 1. Caricaceae
řád 4. Salicales
čeleď 1. Salicaceae
řád 5. Elaeocarpales
čeleď 1. Elaeocarpaceae
řád 6. Tamaricales
čeleď 1. Tamaricaceae
čeleď 2. Frankeniaceae
nadřád 9. Capparanae
řád 1. Moringales
čeleď 1. Moringaceae
řád 2. Gyrostemonales
čeleď 1. Gyrostemonaceae
řád 3. Batales
čeleď 1. Bataceae
řád 4. Capparales
čeleď 1. Koeberliniaceae
čeleď 2. Pentadiplandraceae
čeleď 3. Capparaceae
čeleď 4. Brassicaceae
čeleď 5. Tovariaceae
čeleď 6. Resedaceae
nadřád 10. Malvanae
řád 1. Cistales
čeleď 1. Bixaceae 
čeleď 2. Cochlospermaceae
čeleď 3. Cistaceae 
čeleď 4. Diegodendraceae
řád 2. Malvales
čeleď 1. Tiliaceae
čeleď 2. Dirachmaceae
čeleď 3. Monotaceae
čeleď 4. Dipterocarpaceae
čeleď 5. Sarcolaenaceae
čeleď 6. Plagiopteraceae
čeleď 7. Huaceae
čeleď 8. Sterculiaceae
čeleď 9. Sphaerosepalaceae
čeleď 10. Bombacaceae
čeleď 11. Malvaceae
řád 3. Thymelaeales
čeleď 1. Gonystylaceae
čeleď 2. Thymelaeaceae
nadřád 11. Cucurbitanae
řád 1. Begoniales
čeleď 1. Datiscaceae
čeleď 2. Begoniaceae
řád 2. Cucurbitales
čeleď 1. Cucurbitaceae
nadřád 12. Urticanae
řád 1. Urticales
čeleď 1. Ulmaceae
čeleď 2. Celtidaceae
čeleď 3. Moraceae
čeleď 4. Cecropiaceae
čeleď 5. Urticaceae
čeleď 6. Cannabaceae
nadřád 13. Euphorbianae
řád 1. Euphorbiales
čeleď 1. Euphorbiaceae
čeleď 2. Pandaceae
čeleď 3. Dichapetalaceae
podtřída 4. Rosidae
nadřád 1. Saxifraganae
řád 1. Cunoniales
čeleď 1. Cunoniaceae
čeleď 2. Davidsoniaceae
čeleď 3. Eucryphiaceae
čeleď 4. Brunelliaceae
řád 2. Cephalotales
čeleď 1. Cephalotaceae
řád 3. Greyiales
čeleď 1. Greyiaceae
řád 4. Francoales
čeleď 1. Francoaceae
řád 5. Crossosomatales
čeleď 1. Crossosomataceae
řád 6. Saxifragales
čeleď 1. Tetracarpaeaceae
čeleď 2. Penthoraceae
čeleď 3. Crassulaceae
čeleď 4. Grossulariaceae
čeleď 5. Pterostemonaceae
čeleď 6. Iteaceae
čeleď 7. Saxifragaceae
nadřád 2. Podostemanae
řád 1. Gunnerales
čeleď 1. Gunneraceae
řád 2. Haloragales
čeleď 1. Haloragaceae
řád 3. Podostemales
čeleď 1. Podostemaceae
nadřád 3. Celastranae
řád 1. Brexiales
čeleď 1. Brexiaceae
řád 2. Parnassiales
čeleď 1. Parnassiaceae
čeleď 2. Lepuropetalaceae
řád 3. Celastrales
čeleď 1. Celastraceae
čeleď 2. Goupiaceae
čeleď 3. Lophopyxidaceae
čeleď 4. Stackhousiaceae
řád 4. Salvadorales
čeleď 1. Salvadoraceae
řád 5. Aquifoliales
čeleď 1. Aquifoliaceae
čeleď 2. Phellinaceae
čeleď 3. Sphenostemonaceae
čeleď 4. Icacinaceae
čeleď 5. Cardiopteridaceae
čeleď 6. Aextoxicaceae
řád 6. Corynocarpales
čeleď 1. Corynocarpaceae
nadřád 4. Santalanae
řád 1. Medusandrales
čeleď 1. Medusandraceae
řád 2. Santalales
čeleď 1. Olacaceae
čeleď 2. Opiliaceae
čeleď 3. Santalaceae
čeleď 4. Misodendraceae
čeleď 5. Loranthaceae
čeleď 6. Eremolepidaceae
čeleď 7. Viscaceae
nadřád 5. Rosanae
řád 1. Rosales
čeleď 1. Rosaceae
čeleď 2. Neuradaceae
čeleď 3. Chrysobalanaceae
nadřád 6. Geranianae
řád 1. Geraniales
čeleď 1. Oxalidaceae
čeleď 2. Geraniaceae
řád 2. Linales
čeleď 1. Hugoniaceae
čeleď 2. Linaceae
čeleď 3. Ctenolophonaceae
čeleď 4. Ixonanthaceae
čeleď 5. Humiriaceae
čeleď 6. Erythroxylaceae
čeleď 7. Zygophyllaceae
řád 3. Balsaminales
čeleď 1. Balsaminaceae
řád 4. Vochysiales
čeleď 1. Malpighiaceae
čeleď 2. Trigoniaceae
čeleď 3. Vochysiaceae
čeleď 4. Tremandraceae
čeleď 5. Krameriaceae
řád 5. Polygalales
čeleď 1. Polygalaceae
čeleď 2. Xanthophyllaceae
čeleď 3. Emblingiaceae
nadřád 7. Fabanae
řád 1. Fabales
čeleď 1. Mimosaceae
čeleď 2. Caesalpiniaceae
čeleď 3. Fabaceae
nadřád 8. Rutanae
řád 1. Sapindales
čeleď 1. Staphyleaceae
čeleď 2. Tapisciaceae
čeleď 3. Melianthaceae
čeleď 4. Sapindaceae
čeleď 5. Hippocastanaceae
čeleď 6. Aceraceae
čeleď 7. Bretschneideraceae
čeleď 8. Akaniaceae
řád 2. Tropaeolales
čeleď 1. Tropaeolaceae
řád 3. Limnanthales
čeleď 1. Limnanthaceae
řád 4. Sabiales
čeleď 1. Sabiaceae
řád 5. Connarales
čeleď 1. Connaraceae
řád 6. Rutales
čeleď 1. Rutaceae
čeleď 2. Rhabdodendraceae
čeleď 3. Cneoraceae
čeleď 4. Simaroubaceae
čeleď 5. Picramniaceae
čeleď 6. Leitneriaceae
čeleď 7. Surianaceae
čeleď 8. Irvingiaceae
čeleď 9. Kirkiaceae
čeleď 10. Ptaeroxylaceae
čeleď 11. Tepuianthaceae
čeleď 12. Meliaceae
čeleď 13. Lepidobotryaceae
řád 7. Coriariales
čeleď 1. Coriariaceae
řád 8. Burserales
čeleď 1. Burseraceae
čeleď 2. Anacardiaceae
čeleď 3. Podoaceae
nadřád 9. Rhamnanae
řád 1. Rhamnales
čeleď 1. Rhamnaceae
řád 2. Elaeagnales
čeleď 1. Elaeagnaceae
nadřád 10. Proteanae
řád 1. Proteales
čeleď 1. Proteaceae
nadřád 11. Vitanae
řád 1. Vitales
čeleď 1. Vitaceae
čeleď 2. Leeaceae
nadřád 12. Rhizophoranae
řád 1. Rhizophorales
čeleď 1. Anisophylleaceae
čeleď 2. Rhizophoraceae
nadřád 13. Myrtanae
řád 1. Myrtales
čeleď 1. Combretaceae
čeleď 2. Crypteroniaceae
čeleď 3. Melastomataceae
čeleď 4. Psiloxylaceae
čeleď 5. Heteropyxidaceae
čeleď 6. Myrtaceae
čeleď 7. Alzateaceae
čeleď 8. Rhynchocalycaceae
čeleď 9. Penaeaceae
čeleď 10. Oliniaceae
čeleď 11. Lythraceae
čeleď 12. Trapaceae
čeleď 13. Onagraceae
podtřída. 5 Cornidae
nadřád 1. Cornanae
řád 1. Hydrangeales
čeleď 1. Escalloniaceae
čeleď 2. Hydrangeaceae
čeleď 3. Abrophyllaceae
čeleď 4. Argophyllaceae
čeleď 5. Corokiaceae
čeleď 6. Alseuosmiaceae
čeleď 7. Carpodetaceae
čeleď 8. Phyllonomaceae
čeleď 9. Pottingeriaceae
čeleď 10. Tribelaceae
čeleď 11. Melanophyllaceae
čeleď 12. Montiniaceae
čeleď 13. Kaliphoraceae
čeleď 14. Eremosynaceae
čeleď 15. Vahliaceae
čeleď 16. Columelliaceae
řád 2. Roridulales
čeleď 1. Roridulaceae
řád 3. Garryales
čeleď 1. Aucubaceae
čeleď 2. Garryaceae
řád 4. Desfontainiales
čeleď 1. Desfontainiaceae
řád 5. Aralidiales
čeleď 1. Aralidiaceae
řád 6. Cornales
čeleď 1. Mastixiaceae
čeleď 2. Davidiaceae
čeleď 3. Nyssaceae
čeleď 4. Curtisiaceae
čeleď 5. Cornaceae
čeleď 6. Alangiaceae
čeleď 7. Griseliniaceae
nadřád 2. Eucommianae
řád 1. Eucommiales
čeleď 1. Eucommiaceae
nadřád 3. Aralianae 
řád 1. Torricelliales
čeleď 1. Helwingiaceae
čeleď 2. Torricelliaceae
řád 2. Pittosporales
čeleď 1. Pittosporaceae
řád 3. Byblidales
čeleď 1. Byblidaceae
řád 4. Araliales
čeleď 1. Araliaceae
čeleď 2. Hydrocotylaceae
čeleď 3. Apiaceae
nadřád 4. Dipsacanae
řád 1. Dipsacales
čeleď 1. Viburnaceae
čeleď 2. Sambucaceae
čeleď 3. Adoxaceae
čeleď 4. Caprifoliaceae
čeleď 5. Valerianaceae
čeleď 6. Dipsacaceae
čeleď 7. Morinaceae
podtřída 6. Lamiidae
nadřád 1. Gentiananae
řád 1. Gentianales
čeleď 1. Gelsemiaceae
čeleď 2. Loganiaceae
čeleď 3. Strychnaceae
čeleď 4. Gentianaceae
čeleď 5. Saccifoliaceae
čeleď 6. Geniostomaceae
čeleď 7. Plocospermataceae
řád 2. Rubiales
čeleď 1. Dialypetalanthaceae
čeleď 2. Rubiaceae
čeleď 3. Carlemanniaceae
řád 3. Apocynales
čeleď 1. Apocynaceae
nadřád 2. Solananae
řád 1. Solanales
čeleď 1. Solanaceae
čeleď 2. Sclerophylacaceae
čeleď 3. Goetzeaceae
čeleď 4. Duckeodendraceae
čeleď 5. Convolvulaceae
čeleď 6. Cuscutaceae
čeleď 7. Polemoniaceae
čeleď 8. Hydrophyllaceae
čeleď 9. Boraginaceae
čeleď 10. Tetrachondraceae
čeleď 11. Hoplestigmataceae
čeleď 12. Lennoaceae
nadřád 3. Loasanae
řád 1. Loasales
čeleď 1. Loasaceae
nadřád 4. Oleanae
řád 1. Oleales
čeleď 1. Oleaceae
nadřád 5. Lamianae
řád 1. Lamiales
čeleď 1. Buddlejaceae
čeleď 2. Stilbaceae
čeleď 3. Bignoniaceae
čeleď 4. Paulowniaceae
čeleď 5. Schlegeliaceae
čeleď 6. Globulariaceae
čeleď 7. Scrophulariaceae
čeleď 8. Veronicaceae
čeleď 9. Orobanchaceae
čeleď 10. Oftiaceae
čeleď 11. Myoporaceae
čeleď 12. Callitrichaceae
čeleď 13. Gesneriaceae
čeleď 14. Plantaginaceae
čeleď 15. Pedaliaceae
čeleď 16. Martyniaceae
čeleď 17. Trapellaceae
čeleď 18. Acanthaceae
čeleď 19. Lentibulariaceae
čeleď 20. Verbenaceae
čeleď 21. Phrymaceae
čeleď 22. Cyclocheilaceae
čeleď 23. Avicenniaceae
čeleď 24. Lamiaceae
řád 2. Hydrostachyales
čeleď 1. Hydrostachyaceae
řád 3. Hippuridales
čeleď 1. Hippuridaceae
subclas 7. Asteridae
nadřád Campanulanae
řád 1. Menyanthales
čeleď 1. Menyanthaceae
řád 2. Goodeniales
čeleď 1. Goodeniaceae
řád 3. Stylidiales
čeleď 1. Donatiaceae
čeleď 2. Stylidiaceae
řád 4. Campanulales
čeleď 1. Pentaphragmataceae
čeleď 2. Sphenocleaceae
čeleď 3. Campanulaceae
nadřád 2. Asteranae
řád 1. Calycerales
čeleď 1. Calyceraceae
řád 2. Asterales
čeleď 1. Asteraceae